# Pratt & Whitney Canada
Pratt & Whitney Canada (PWC ali P&WC) je kanadski proizvajalec letalskih motorjev. Sedež podjetja je v Longueuil, Quebec, blizu Montreala. Je divizija ameriškega Pratt & Whitney (P&W), ki je sam divizija od United Technologies.. P&WC proizvaja večinoma manjše motorje, ameriški pa P&W pa večje. P&WC ima 9200 zaposlenih, od tega 6200 v Kanadi.

## Motorji
- Pratt & Whitney JT12 - začetni razvoj, otem prenešeno na ameriški Pratt & Whitney
- Pratt & Whitney Canada JT15D
- Pratt & Whitney Canada PT6A/B/C
- Pratt & Whitney Canada PT6T
- Pratt & Whitney Canada PW100
- Pratt & Whitney Canada PW200
- Pratt & Whitney Canada PW300
- Pratt & Whitney Canada PW500
- Pratt & Whitney Canada PW600
- Pratt & Whitney Canada PW800
- Pratt & Whitney Canada PW900

Pratt & Whitney Canada uporablja letala |Boeing 747SP in McDonnell Douglas MD-80R za letno testiranje motorjev.